# تاكاشي أوياجي
تاكاشي أوياجي (باليابانية: 青柳 隆志) مواليد 17 أغسطس 1961 في اليابان، هو مؤدي أصوات ياباني.

## الأدوار

### ألعاب فيديو
- كينغدوم هارتس
- كينغدوم هارتس II
- إيبك ميكي 2: ذا باور أوف تو

## وصلات خارجية
- تاكاشي أوياجي على موقع IMDb (الإنجليزية)
- تاكاشي أوياجي على موقع ميوزك برينز (الإنجليزية)

- الموقع الإلكتروني